# Tomasz Biernacki (przedsiębiorca)
Tomasz Biernacki (ur. 22 grudnia 1973 w Krotoszynie) – polski przedsiębiorca, menedżer, założyciel i współwłaściciel sieci handlowej Dino Polska.

## Życiorys
Pochodzi z Czeluścina.
W 1999 roku otworzył w Gostyniu pierwszy sklep pod marką Supermarket Dino. W 2003 r. nabył większościowy pakiet udziałów w przedsiębiorstwie Agro-Rydzyna. W latach 2013–2015 Grupa Dino otwierała około 100 nowych sklepów rocznie. Wiosną 2017 sieć weszła na Giełdę Papierów Wartościowych w Warszawie.
Jest jednym z największych krajowych akcjonariuszy przedsiębiorstw notowanych na Giełdzie Papierów Wartościowych w Warszawie (styczeń 2019). W 2021 uplasował się na drugiej pozycji listy najbogatszych Polaków magazynu „Forbes” z majątkiem wycenianym na 13,1 mld zł.
W 2023 znalazł się jako jedyny Polak na liście 500 najbogatszych osób świata sporządzonej przez Bloomberg, sklasyfikowany na 462 miejscu. Bloomberg oszacował wartość jego majątku na 5,85 miliarda dolarów (ok. 22,8 mld zł).

## Życie prywatne
Mieszka w Krotoszynie. Bardzo ceni swoją prywatność; do 2021 nie pokazał publicznie swojej twarzy.